# Carl Krakau
Carl Gustaf Mandorf Krakau, född 16 februari 1870 i Lund, död 1920 i Malmö, var en svensk direktör.
Efter avgångsexamen från Tekniska elementarskolan i Malmö 1889 innehade Krakau anställning i Nordamerika 1889–96, i Storbritannien 1896–97 och vid Carl Holmbergs mekaniska verkstad i Lund 1897–99. Han var chef för ASEA:s filial i Malmö 1900–10 och för SKF:s filial där 1910–18. Han var verkställande direktör för AB Kylmaskin från 1912.